# とんかつDJアゲ太郎
『とんかつDJアゲ太郎』（とんかつディージェイアゲたろう）は、イーピャオと小山ゆうじろうによる日本の漫画。

## 概要
とんかつ屋の跡取り息子揚太郎がクラブカルチャーに衝撃を受け、とんかつ屋とDJに数多くの共通点を見出しながら、その両方を目指して奮闘するギャグ漫画。『少年ジャンプ+』（以下『J+』、集英社）2014年9月22日より2017年3月23日まで毎週木曜更新で連載。
『J+』創刊作品の一つであり、『J+』から最初に単行本化された作品の一つでもある。『カラダ探し』などと並び初期『J+』を彩り、2016年には『J+』作品初となるテレビアニメが放送された。2020年10月30日には実写映画が公開された。
制作においては、各話のタイトル・人物名は原案担当のイーピャオが考え、それに漫画担当の小山がセリフを肉付けしていくという形が採られている。画やセリフなどはウェブコミックとしての読みやすさを重視して描かれている。単行本ではDJのYummyがクラブカルチャーについて解説している。
『MEN'S NON-NO』（集英社）2015年1月号から12月号まで、番外編「とんかつDJアゲ太郎 B面〜ファッショニスタへの道〜」が本編と並行で連載された。また、『週刊少年ジャンプ』（集英社）2015年4・5合併号と12号に出張読切が掲載された。

## 登場人物
声の項はテレビアニメ版の声優。

### 勝又家
渋谷でとんかつ屋しぶかつを営んでいる家族。
勝又 揚太郎（かつまた あげたろう）
声 - 山下大輝
本作の主人公で、しぶかつの跡取り息子（3代目）。
DJ初心者ながら、1度覚えたテクニックをすぐに物にしたり、聞いた音楽を自分の感性だけで取り入れて客や他のDJの心を掴む等、才能はある。
ライバル視しているDJ 屋敷に対し、アメリカの伝説のDJに影響を受けてDJを始める。家業のとんかつ屋を継ぐ事に嫌気が差している為にやる気なく毎日を過ごしていたが、ひょんなことからとんかつ屋とDJの共通点に気付き、とんかつDJアゲ太郎として「とんかつもフロアもアゲられる男」を目指すようになる。
勝又 揚作（かつまた あげさく）
声 - 石井康嗣
揚太郎の父親で、しぶかつの2代目。
大柄で、揚太郎には厳しいが、逆に彼が本当に成長したと見た時には次のステップを教えるなど、根は優しい面もある。当初は揚太郎のDJに対して良い印象を持っていなかったが、クラブでDJをする揚太郎を直に見ることで、徐々にその印象を変えて行く。
フライヤーを使い、高温の油でカラッとしたかつを揚げる。
勝又 かつ代（かつまた かつよ）
声 - 東條加那子
揚太郎の母親。
夫とともにしぶかつを切り盛りしている。ママ友とのカラオケが好き。
勝又 ころも（かつまた ころも）
声 - 十時莉音
揚太郎の妹。女子高校生。
真面目で兄の揚太郎より接客がうまい。服部苑子と出会い、とんかつ屋と服飾業の共通点に気付き、服飾業を目指す。
勝又 揚松（かつまた あげまつ）
揚太郎の祖父。初代しぶかつ。故人。

### とんかつ師
西口 門次郎（にしぐち もんじろう）
池袋 かつ池の店主。
低温の油でじっくりと、フワっとジューシーなかつを揚げる。揚太郎に「とんかつジューシーMIX」のキッカケを与える。
山下 忍（やました しのぶ）
上野 かつれつ黒門の5代目。東とん登でも一目置かれる一流のとんかつ師。
2つの鍋で高温と低温の油を使い、2度揚げのかつを揚げる。真面目で口数が少なく、2枚目。揚太郎が住み込みで修業を行った際に指導する。
伊奈瀬 洋一（いなせ よういち）
浅草 カミナリ軒の店主。通称「下町洋食界のカミナリ野郎」。一瞬で客の要望を判断し、数十種類もの自作ソースを最適に組み合わせる達人。
亡き父の後を継ぎ、兄弟4人を養いながら店を経営している。洋食系のとんかつ屋のため、とんかつ以外にハンバーグでもエビフライでもバンバン作る。江戸っ子気質でノリがよく、おしゃべり好き。街の人にも人気がある。

### 揚太郎のクルー
流亭 いん喜（りゅうてい いんき）
MC担当。落語家 流亭 志ん喜の息子にして弟子。
子供のころから落語界に身を置くも、陰気な性格とダミ声、上がり症などが災いして噺家としての芽は出ていなかった。しかし、揚太郎と出会う事で己の芸について考え直し、MCと噺家と言う二足のわらじで飛躍的な成長を見せ始める。山下 忍の妹の蓮子とは幼馴染で、何かと気にかけてもらっている。
駒繋 鋭三（こまつなぎ えいぞう）
VJ担当。
常時半裸・坊主頭・赤っ鼻・口半開きの酒飲み。芸術家肌で、合わないことには全く興味を示さず、ヤバいと思ったヤツにしかVJはしない。自身が通う芸大のコンテストで行った揚太郎との共同作で意気投合。以後、揚太郎のDJにVJとして参加することになる。
SETAGAYA STREAMのVJ KMTNGでもあり、その時はガスマスクを着用した状態でVJを行い、全ての情報を非公開としている。ガスマスクを着用する理由は「かっけーから」。
尾藤 名錦（びとう めいきん）
サンプラー担当。名古屋市在住。地元では有名なビートメイカー。
揚太郎のDJ映像をネットで見て衝撃を受け、東京まで会いに来た。その後、揚太郎にビートメイキングの手ほどきをするとともに、とんかつDJアゲ太郎のテーマ作成にも協力。意気投合し揚太郎とステージをともにすることになる。
実家は母と名錦の二人で切り盛りする喫茶店。微糖のコーヒーが好物で、いつもキャップを被っている。

### DJ
DJビッグマスターフライ (DJ BIG MASTER FRY)
声 - 茶風林
「“マンハッタンの大魔神”」の異名を持つ伝説の黒人DJ。
テレパシーを使える。アメリカ のクラブカルチャー黎明期から活動し、クラブを訪れる多くの客や忍掘から熱狂されるなど、その知名度はかなりのものである。お忍びのゲストとしてクラブでDJを披露した際に揚太郎の心を掴み、テレパシーで彼に語り掛け、揚太郎の素質を見抜いてDJを目指すように諭すと同時に自らのレコードを投げ渡し、結果として揚太郎がとんかつDJを志すきっかけとなる。
尾入 伊織（おいり いおり）
声 - 藤原啓治
揚太郎の師匠。DJ Oilyの名前で活動する売れないDJ。
極度の偏食家で、特に油が好きな為に日常的にドリンクや食事代わりに油を飲むなどしている。DJを披露している最中に飢えに倒れたが、そこを揚太郎に助けられ、以後1日ラード3個を貰う代わりに揚太郎にDJを教える。その後は揚太郎のテクニックを見込んでクラブでのDJを担当できるように配慮する。また、揚太郎の活躍を喜びつつも自身は既に潮時と考え、DJとしての熱意も失って流されるままに暮らしていたが、頑張る揚太郎を見て情熱を取り戻す。その後、揚太郎の提案でオーガナイザーを務めるパーティ「LARD CITY」を作り、回を追うごとに人気度や注目度を増していき、尾入自身も今ではラジオのパーソナリティも務める業界人として、注目度を高めていく。
MC D.R.Y（エムシー ドライ）
池袋を拠点とする「BUKRONX NATION」の総帥。池袋の全クラブを取り仕切る通称「池袋の首領（ドン） 」。

### 屋敷世代
屋敷がリードする若い世代のDJを指す。
屋敷 蔵人（やしき くらうど）
若手実力派の男性DJ。揚太郎と同年齢。IT企業経営者。
クールで無表情、イベントなどでもB2Bに参加することはほぼ無い。飲み物は水一択。自転車を漕ぐのが凄く早い。朝は苦手。主人公の揚太郎がアメリカの伝説のDJに影響を受けてDJを始めたのに対し、屋敷はイギリスの伝説のDJに影響を受けてDJを始めた、など対照的な特徴を持つ。
イー・ドンミョン（E-DONG MYEONG）
声 - 森嶋秀太
韓国 ・ソウル 出身のDJ。通称「EDM の貴公子」。優しくてイケメンで運動神経も抜群のパーフェクトマン。
揚太郎のDJとしてのテクニックを気に入り、また自身の母国の曲で客の心を掴んだ彼の姿を見て自身も感銘を受け、揚太郎を賞賛すると共に同じDJとして親交を深めていく。また、揚太郎の頼みを聞き入れてLARD CITYのレギュラーDJを務めた。
DJ IKENOSUKE!!!
声 - 木村昴
揚太郎と同年齢の男性DJ。本名六ツ又 池之輔 （むつまた いけのすけ）。
実家は駐車場をいくつか経営する金持ちで、高校生の時にDJを始める際に道具一式を親に買ってもらった。第18皿時点でDJ暦6年目。得意分野はHIPHOPで、「BUKRONX NATION」のメンバー。大柄や強面で、プライドが高いが、度量は小さく、ひがみっぽい。また、敵に借りを作りたくないという理由から猛吹雪でも我が身を挺して揚太郎の元に向かおうとするなど、律儀な一面もある。有能な新人DJが現れると新人潰し（ニューカマーキラー）としての顔を見せ、潰しにかかることもある。得意技は「無関係跳躍」「仁王立ち」など。揚太郎を気に入らず、あの手この手で潰しにかかったが、どれも失敗に終わり、以降は屈辱から彼を付け狙うようになる。また、揚太郎から頼まれ、仲間の強引な方法もあって渋々LARD CITYのレギュラーDJを務めた。
DJ HIDEO
少々尖った感じのDJ。
ABSOLUTE E.G.O
パーカーのフードを被ったファッションが特徴的。
SETAGAYA STREAM
4人組のDJユニット。DJ屋敷に次ぐ実力・人気No2と言われている。リーダーのDJ TAMON（たもん）、紅一点の２co.（にこ）、謎の猛獣の姿をしているVORO-1（ぼろいち）、VJ KMTNGの4人から成る。
IRONIC MAN
得意分野はEDM。対抗意識が強い。
ALI＄A
一見して軽いギャルっぽいが、ナンパは相手にしない・海の家を経営するなど、実は真面目で堅実なタイプ。忍掘のようなチャラ男はタイプではない。

#### AMAKALA（アマカラ）
天野 さとみ（あまの さとみ）
声 - 山崎エリイ
読者モデルDJユニット「AMAKALA」の甘口担当。甘い可愛い系の選曲を得意とする。藤井頼太から揚太郎の事を聞いて彼を気に入り、揚太郎の頼みを聞き入れてLARD CITYのレギュラーDJを務めた。
唐沢 シオリ（からさわ シオリ）
声 - 木戸衣吹
「AMAKALA」の辛口担当。至ってクール。ピリっとスパイスの効いた選曲を得意とする。藤井頼太から揚太郎の事を聞いて彼を気に入り、揚太郎の頼みを聞き入れてLARD CITYのレギュラーDJを務めた。

### 揚太郎の幼馴染
揚太郎にとって道玄坂円山町町会の男友達。4人とも家業の3代目で、それぞれの得意分野を活かして揚太郎に協力している。集客のために協力したLARD CITYで徐々にクラブ文化にハマる。以後、本格的にダンスの修業を積み、揚太郎の専属ダンサーとなった。
平積 タカシ（ヒラヅミ タカシ）
声 - 雨澤祐貴
揚太郎の友人。宇田川ブックセンターの3代目。
眼鏡をかけている。
夏目 球児（なつめ きゅうじ）
声 - 落合福嗣
揚太郎の友人。東横ネオン電飾の3代目。特種電気工事資格者。
室 満夫（むろ みつお）
声 - 浜添伸也
揚太郎の友人。円山旅館の3代目。
白井 錠助（しらい じょうすけ）
声 - 成澤卓
揚太郎の友人。道玄坂薬局の3代目。医薬品登録販売者。

### その他
忍堀 修吾（おしぼり しゅうご）
声 - 津田健次郎
CLUB BOXの客で、おしぼり業者の男性。
しぶかつにもおしぼり業者として出入りしているため、揚太郎とも知り合い。クラブ好きのいわゆる「チャラ男」で、ナンパが得意。好みのタイプはDJ ALI＄A。クラブを初めて訪れた揚太郎にクラブのルールやDJの業界用語などを教え、時にはDJを始めた彼の支えとして揚太郎が担当するDJにも顔を出す。
服部 苑子（はっとり そのこ）
声 - M・A・O
CLUB BOXの客。揚太郎が一目惚れした美人女性。
スタイリストアシスタントとして働いていたが、後にスタイリストに昇格。DJ屋敷の担当スタイリストでもある。揚太郎達に対して、同世代の仲間意識を少なからず持つ。揚太郎がとんかつDJとして知られてからは彼を認識・評価する。
溝黒 五郎（みぞくろ ごろう）
声 - 松山鷹志
レコード・ショップ「Diggers」の店主。中年男性。
サングラスをかけ髭を生やしている。情に厚い性格。アパッチ と言う名の犬を飼っている。忍掘の紹介で店を訪れた揚太郎を見て素人と判断はしたものの、奥に秘めるその才能を見抜き、いずれ有名なDJになるかもしれないと期待して色々とレコードに関する指導をし、彼を支えていく。
若い頃に惚れた女性に告白しようとして失敗したトラウマから、極度の女嫌い。後にその女性と再会し、フラれたと思っていたのは勘違いだったと判明。その女性とも和解した。
箱崎 保（はこざき たもつ）
声 - 江口拓也
渋谷CLUB BOXスタッフ。
自分の注文を受けてとんかつを届けに来てくれた揚太郎に対し、お礼としてクラブに招待する。
門脇 護（かどわき まもる）
声 - 興津和幸
渋谷CLUB BOXセキュリティスタッフ。
酒井 つぐみ（さかい つぐみ）
声 - 慶長佑香
渋谷CLUB BOXラウンジスタッフ。
細川 志麻子（ほそかわ しまこ）
声 - 吉岡さくら
CLUB BOXの客。忍堀の友達。恵比寿勤務。
水野 珠美（みずの たまみ）
声 - 東城咲耶子
CLUB BOXの客。忍堀の友達。美大生。ビジュアルデザイン専攻。
小間切 ジョー（こまぎり ジョー）
声 - 前田剛
しぶかつに豚肉を卸している「ジャストミート城南（肉屋）」の店員。しぶかつの常連客。
豪快で、気さくな性格。しぶかつでとんかつを食べて熱っちいほうじ茶を飲んでいる時が一番落ち着く。
藤井 頼太（ふじい らいた）
声 - 関智一
揚太郎を雑誌で紹介した人気フリーライター。AMAKALAのレギュラー・ラジオ番組の構成作家。
様々な雑誌で色々な記事を書き続けている。知名度も高い。揚太郎のDJとしてのテクニックに感銘を受けて以降は期待を寄せ、雑誌に揚太郎やLARD CITYの記事を書いたり、DJのLARD CITY出演交渉に助力から揚太郎と苑子のデートをセッティングするなど、幅広く揚太郎をサポートする。
出崎 直行（でざき なおゆき）
声 - 高橋伸也
しぶかつの常連客。会社員（営業部）。月1でヒレ定食を頼む。
三留 政経（みとめ まさつね）
しぶかつの常連客。大学生（国際政治経済学部）。月1でロース定食を頼む。
山下 蓮子（やました はすこ）
山下忍の妹。かつれつ 黒門の従業員。いん喜の幼馴染。
鶴さん
かつれつ 黒門の板前。
亀さん
かつれつ 黒門の板前。
菊さん
かつれつ 黒門の従業員。
梅さん
かつれつ 黒門の従業員。
マスター・ヤスマズ
BAR NOWAYのマスター。イスタンブール出身。
ンマーイ
BAR NOWAYの常連。ラゴス出身。
大関さん（おおぜきさん）
BAR NOWAYの常連。南千住出身。
SAKURAGI
BAR NOWAYの常連。藝大絵画科所属。
王ちゃん（ワンちゃん）
BAR NOWAYの常連。上海出身。
流亭 志ん喜（りゅうてい しんき）
落語家。師匠。いん喜の父。
流亭 やる喜
落語家。いん喜の弟弟子。
流亭 げん喜
落語家。いん喜の弟弟子。
八郎さん（はちろうさん）
上野にあるレコードショップ あゝ上野堂の店員。志ん喜と旧知の仲。
山野 高夫（やまの たかお）
なまず町立瓢箪中学校1年A組。修学旅行中に渋谷で迷子になる。
川田 澄夫（かわだ すみお）
なまず町立瓢箪中学校1年A組。修学旅行中に渋谷で迷子になる。
磯部磯兵衛
コラボ企画としてアニメ第8・9話にカメオ出演

## 用語

### 店舗・企業
しぶかつ
渋谷にあるとんかつ屋。勝又家が経営している。
CLUB BOX（クラブ・ボックス）
渋谷にあるクラブ。揚太郎がDJに目覚めた場所。
Diggers（ディガーズ）
渋谷にあるレコードショップ。スペイン坂 の近くにある。
宇田川ブックセンター
渋谷にある本屋。
東横ネオン電飾
渋谷にある電飾会社。
円山旅館
渋谷にある旅館。
道玄坂薬局
渋谷にある薬局。
流山質店
渋谷にある質店。揚太郎がDJセットを購入した場所。
よどおし
渋谷にある和風居酒屋。揚太郎達がDJの打ち上げでよく利用する。
ジャストミート城南（ジャストミートじょうなん）
渋谷にある肉屋。しぶかつの取引先。
BAR NOMBLE
渋谷のんべい横丁にあるバー。
京城園
渋谷にある焼肉屋。
club bitter
渋谷にあるクラブ。揚太郎とドンミョンが初めて会った場所。
CLUB VALLEY
渋谷にあるクラブ。
かつ池
池袋にあるとんかつ屋。低温の油でじっくり揚げるのが特徴。
IKEBUKURO BAGGY
池袋にあるクラブ。
BOX SHIBUYA
渋谷にあるクラブ。CLUB BOXの前身。尾入が初めて人前でDJをした場所。
物置きとして利用されていたが、LARD CITYの開催を機に再度クラブとしてリニューアルされた。
Yクラウド（Y-CLOUD）
屋敷が社長を務める渋谷に拠点を置くIT企業。マザーズから東証二部に上場した。
かつれつ 黒門
上野にある老舗とんかつ屋。しぶかつのルーツとなっている。
しぶかつ初代揚松、二代目揚作が修行を行った店であり、三代目の揚太郎も修行を行うこととなる。
BAR NOWAY
上野にあるインターナショナルな酒場。
鈴木演芸場
上野にある寄席。
あゝ上野堂
上野にあるレコードショップ。
代官山LANCE
代官山にあるクラブ。オシャレ系な感じだが、出演するDJはトガっている。

### 組織
三代目道玄坂ブラザーズ
揚太郎、平積、夏目、室、白井の5人組を指す。道玄坂円山町町会の幼馴染でそれぞれが家業の3代目。
とんかつを食べ歩いて愛する会
とんかつ愛好家集団。揚太郎の初DJ時にとんかつを食べられるものと勘違いし、クラブに来た。
BUKRONX NATION（ブクロンクス ネイション）
池袋を拠点に活動するヒップホップのヘビーリスナー集団。

### その他の用語
ハイニナール
道玄坂薬局で販売している栄養ドリンク。
オイリーハウス
尾入の住居。渋谷の某ビルの屋上にある。
油裂音（ゆれつおん）
とんかつを揚げる音。とんかつを食べ歩いて愛する会ではこう呼んでいる。
LARD CITY（ラードシティ）
尾入と揚太郎によるDJのレギュラーイベント。
THE TERRACE
代官山LANCEで開催されたDJイベント。
屋敷世代の精鋭が多く出演した。

## 担当編集者
1. 村越周[5]

## 社会的評価
1巻発売の前後には新鋭のウェブコミックとして注目された。
アニメ化・グッズ化、アーティストとのコラボなど、幅広い展開を見せ、「デジタルで展開してきた作品が、紙など他のメディアに波及してヒットする」という『J+』の目標を達成した初期の作品として挙げられる。
副編集長の籾山悠太は本作を『J+』歴代ヒット作の一つに挙げている。
「とんかつとDJ」を結び付けた出オチ感や絵柄などからギャグマンガの雰囲気を漂わせるが、主人公がかつてのライバルと手を組みより高い壁に挑んでいく、「友情・努力・勝利を描いたオールドスクールなジャンプ作品に近い少年マンガ」であるとされる。
『ジャンプ』の名を冠する媒体で掲載されたこともあり、キャラクター設定やストーリー展開などは1970年代以降の古典的少年漫画の要素を多く含む。一方で、『J+』という新媒体で連載されたこともあり、「DJととんかつ」という斬新な設定に挑む姿勢が見られた。また、主人公が「DJととんかつ」の両方を選んだように、「古き良きものを受け継ぎながら、新しいものも採り入れることを謳った作品」であり、その点で半分は『ジャンプ』の伝統を継承しているとされる。このような特徴は『SPY×FAMILY』や『忘却バッテリー』など、その後の『J+』作品に受け継がれた。

## テレビアニメ
2015年8月にテレビアニメ化が発表され、2016年4月から6月まで15分枠で放送された。2016年10月1日よりヒューマントラストシネマ渋谷にて『とんかつDJアゲ太郎 総集編』が劇場公開。

### スタッフ
- 原作 - イーピャオ、小山ゆうじろう
- 監督・絵コンテ - 大地丙太郎
- 演出 - 中田誠、小坂春女
- 総作画監督 - 河南正昭
- 作画監督 - KIM EUM HA
- 音楽 - 藤原大輔
- キーボード - 上田修平
- 音響監督 - たなかかずや
- 美術監督 - 湖山真奈美
- 色彩設計 - 古川康一
- 撮影監督 - 小林佳奈
- 編集 - 石森諒
- プロデューサー - 本安哲人、角田博昭、佐藤宙史、三澤幸三、松田桂一、久住善典
- アニメーションプロデューサー - 石井仁
- アニメーション制作 - スタジオディーン
- アニメーション制作協力 - EMTスクエアード
- 製作 - とんかつDJ製作委員会（集英社、リバプール、読売テレビ、読売テレビエンタープライズ）

### メインテーマ
「Check the Back Up」
作曲は藤原大輔。

### 各話リスト
| 話数 | サブタイトル                                 | ゲスト声優           |
| ---- | -------------------------------------------- | -------------------- |
| #01  | 昼も夜もアゲてやる！                         | ANI                  |
| #02  | 若者よ レコードをdigれ！                     | やついいちろう       |
| #03  | お前も見とくか、リアルってやつを             | サイプレス上野       |
| #04  | 思い込んだらオイリーハウス！1000本カットin！ | サイプレス上野       |
| #05  | 豚々拍子で初DJ…!?                            | 氏神一番             |
| #06  | Chill Out                                    | つぶやきシロー       |
| #07  | 藤井頼太                                     | サイトウ”JxJx”ジュン |
| #08  | EDMの貴公子降臨！                            | サイトウ”JxJx”ジュン |
| #09  | クリスマス苑子と正月AMAKALA                  | DJみそしるとMCごはん |
| #10  | イルでイケズなIKENOSUKE!!!                   | Kダブシャイン        |
| #11  | ラードシティ（前編）                         | Mummy-D              |
| #12  | 熱くとけろ!!ラードシティ!!!                  | 藤原大輔             |

### 放送局
| 放送期間                | 放送時間                     | 放送局     | 対象地域   | 備考               |
| ----------------------- | ---------------------------- | ---------- | ---------- | ------------------ |
| 2016年4月10日 - 6月26日 | 日曜 22:15 - 22:27           | TOKYO MX   | 東京都     |                    |
| 2016年4月12日 - 6月28日 | 火曜 1:59 - 2:12（月曜深夜） | 読売テレビ | 近畿広域圏 | 『MANPA』第1部前半 |
| 2016年4月13日 - 6月29日 | 水曜 2:57 - 3:12（火曜深夜） | 中京テレビ | 中京広域圏 |                    |
|                         | 水曜 3:15 - 3:30（火曜深夜） | BS11       | 日本全域   | 『ANIME+』枠       |

### DVD
リバプールよりDVD全3巻、2016年6月10日に全巻ローソン限定特別先行発売。第3巻は最終話放送前の発売となった。同年10月28日にDVDの一般発売とBD-BOXの発売が同時に行われた。
| 巻 | 発売日        | 収録話         | 規格品番 |
| -- | ------------- | -------------- | -------- |
| 1  | 2016年6月10日 | 第1話 - 第4話  | SHUL-19  |
| 2  | 2016年6月10日 | 第5話 - 第8話  | SHUL-20  |
| 3  | 2016年6月10日 | 第9話 - 第12話 | SHUL-21  |

### 体感型ゲーム
2016年4月16日から5月22日にかけて、あそびファクトリーとよだかのレコードの主催により『とんかつDJアゲ太郎×ドラマチック謎解きゲーム アガらないフロアからの脱出』が催された。会場はよだかのドラマチックルーム。2016年7月1日から7月10日にかけて、再演されている。いずれも休演日有り。
参加者が揚太郎のピンチを救うべく、暗号やパズルを解き明かしていくといった内容で、このイベントでしか聞けない揚太郎役・山下大輝の撮りおろしムービーも流れる。

## 実写映画
2017年11月2日発売の単行本最終11巻帯にて実写映画化が発表された。
当初は2020年6月19日に公開予定だったが、新型コロナウイルス感染拡大の影響により延期され、同年10月30日の公開となった。
公開直前になり、同年9月に伊勢谷友介が大麻所持で逮捕、のちに執行猶予付き有罪判決、10月には伊藤健太郎がひき逃げ事故で逮捕され、のちに不起訴となった影響で公開再延期が危惧されたが、協議の結果、予定通り10月30日公開された。

### キャスト（実写映画）
- 勝又揚太郎：北村匠海
- 服部苑子：山本舞香
- 屋敷蔵人：伊藤健太郎
- 室満夫：加藤諒
- 白井錠助：栗原類
- 平積タカシ：前原滉
- 夏目球児：浅香航大
- 勝又ころも：池間夏海
- 勝又かつ代：片岡礼子
- 勝又揚作：ブラザー・トム
- 尾入伊織（DJオイリー）：伊勢谷友介

### スタッフ（実写映画）
- 原作：イーピャオ、小山ゆうじろう『とんかつDJアゲ太郎』（集英社 少年ジャンプ+）
- 監督・脚本：二宮健
- 音楽：origami PRODUCTIONS、黒光雄輝 a.k.a. PINK PONG
- 主題歌：ブルーノ・マーズ『ラナウェイ・ベイビー』（ワーナーミュージック・ジャパン）
- 製作：石原隆、池田宏之、瓶子吉久
- プロデューサー：小原一隆、村瀬健、唯野友歩
- 脚本協力：喜安浩平
- 監督補：小林達夫
- 音楽プロデューサー：齋見泰正、安井輝
- 選曲協力：藤原大輔 (MU-STARS)
- 音楽統括：丹羽浩之
- 撮影：工藤哲也
- 照明：藤田貴路
- 美術：宮川卓也、棈木陽次[33]
- 録音：山田幸治
- 装飾：竹原丈二、山田将大
- スタイリスト：前田勇弥
- ヘアメイク：金山貴成、タナカミホ
- 編集：穗垣順之助
- 整音：矢野正人
- VFXスーパーバイザー：松田圭太
- 音響効果：赤澤勇二
- スクリプター：永倉美香
- 助監督：吉川祐太
- 制作担当：久松壮太
- ラインプロデューサー：高瀬博行
- 配給：ワーナー・ブラザース映画
- 制作プロダクション：AOI Pro.
- 製作：映画「とんかつDJアゲ太郎」製作委員会（フジテレビジョン、ワーナー・ブラザース映画、集英社）

## 書誌情報

### 単行本
- イーピャオ / 小山ゆうじろう『とんかつDJアゲ太郎』 集英社〈ジャンプ・コミックス〉、全11巻
  1. 2015年2月4日発売[集 1]、ISBN 978-4-08-880293-0
  2. 2015年5月1日発売[集 2]、ISBN 978-4-08-880421-7
  3. 2015年8月4日発売[集 3]、ISBN 978-4-08-880456-9
  4. 2015年10月3日発売[集 4]、ISBN 978-4-08-880493-4
  5. 2016年1月4日発売[集 5]、ISBN 978-4-08-880521-4
  6. 2016年4月4日発売[集 6]、ISBN 978-4-08-880663-1
  7. 2016年7月4日発売[集 7]、ISBN 978-4-08-880845-1
  8. 2016年10月4日発売[集 8]、ISBN 978-4-08-880858-1
  9. 2016年12月31日発売[集 9]、ISBN 978-4-08-880896-3
  10. 2017年5月2日発売[集 10]、ISBN 978-4-08-881088-1
  11. 2017年11月2日発売[集 11]、ISBN 978-4-08-881279-3

### ノベライズ
- 『映画ノベライズ とんかつDJアゲ太郎』折輝真透（集英社オレンジ文庫、2020年6月）ISBN 978-4-08-680322-9
- 『とんかつDJアゲ太郎 映画ノベライズ みらい文庫版』志田もちたろう（集英社みらい文庫、2020年10月）ISBN 978-4-08-321610-7

### 集英社の本
以下の出典は『集英社の本』（集英社）内のページ。書誌情報の発売日の出典としている。
1. ↑  “とんかつDJアゲ太郎 1”. 2015年2月7日閲覧。
2. ↑  “とんかつDJアゲ太郎 2”. 2015年5月2日閲覧。
3. ↑  “とんかつDJアゲ太郎 3”. 2015年8月4日閲覧。
4. ↑  “とんかつDJアゲ太郎 4”. 2015年10月3日閲覧。
5. ↑  “とんかつDJアゲ太郎 5”. 2016年1月4日閲覧。
6. ↑  “とんかつDJアゲ太郎 6”. 2016年4月4日閲覧。
7. ↑  “とんかつDJアゲ太郎 7”. 2016年7月4日閲覧。
8. ↑  “とんかつDJアゲ太郎 8”. 2016年10月4日閲覧。
9. ↑  “とんかつDJアゲ太郎 9”. 2016年12月31日閲覧。
10. ↑  “とんかつDJアゲ太郎 10”. 2017年5月2日閲覧。
11. ↑  “とんかつDJアゲ太郎 11”. 2017年11月2日閲覧。